# Unión Argentina de Rugby
Die Unión Argentina de Rugby, kurz UAR, ist der nationale Sportverband für Rugby Union und Siebener-Rugby in Argentinien. Sie ist seit 1987 Mitglied des Weltverbandes World Rugby (damals International Rugby Football Board) und gehörte 1988 zu den Gründungsmitgliedern des kontinentalen Verbandes Sudamérica Rugby. Der Verband ist für die Organisation sämtlicher landesweiter Meisterschaften zuständig, ebenso für die als Pumas bezeichnete Nationalmannschaft.

## Aufgabe
Die Unión Argentina de Rugby stellt die Argentinien vertretenden Nationalmannschaften, einschließlich der für die Männer, Frauen und Jugend, zusammen. Daneben organisiert der Verband das Kinder- und Jugend-Rugby in Argentinien. Kinder und Jugendliche werden bereits in der Schule an den Rugbysport herangeführt und je nach Interesse und Talent beginnt dann die Ausbildung. Die Pumitas bilden die U-20-Nationalmannschaft und nehmen an der entsprechenden Rugby Championship sowie den Weltmeisterschaften teil. Die zweite Nationalmannschaft Argentiniens bilden die Argentina XV (wobei XV für die Anzahl Spieler im Rugby Union steht). Ab 2010 bestand die Auswahlmannschaft Pampas XV, die zwar ausschließlich aus argentinischen Spielern zusammengesetzt war, aber in Südafrika am Vodacom Cup teilnahm (anschließend bis zur Auflösung 2015 an der World Rugby Pacific Challenge). Zusammen mit Rugby Australia, New Zealand Rugby und der South African Rugby Union leitet sie als eine gemeinsame Unternehmung das Konsortium SANZAAR, das verantwortlich zeichnet für Super Rugby und The Rugby Championship, den beiden wichtigsten Rugby-Union-Turnieren der Südhemisphäre. Ebenso ist die Unión Argentina de Rugby verantwortlich für die argentinische Siebener-Rugby-Union-Nationalmannschaft und da Siebener-Rugby eine olympische Sportart ist, arbeitet sie hier mit dem Comité Olímpico Argentino zusammen.
Von 2016 bis 2020 nahm mit den Jaguares eine argentinische Mannschaft an Super Rugby teil, der internationalen Rugbyliga der Südhemisphäre. Seit 2023 nehmen die zwei argentinischen Teams Dogos und Pampas an der Profiliga Super Rugby Americas teil. Diese umfasst auch Teams aus Brasilien, Chile, Paraguay, Uruguay und den Vereinigten Staaten. Die meisten Nationalspieler stehen bei europäischen Vereinen in der englischen oder französischen Liga unter Vertrag.
Neben Italien ist Argentinien das einzige Land der ersten Stärkeklasse, das bisher noch kein Spiel während einer Weltmeisterschaft ausgerichtet hat. Die UAR bewarb sich für die Weltmeisterschaft 2027, zog die Bewerbung aber zugunsten Australiens zurück.

## Geschichte

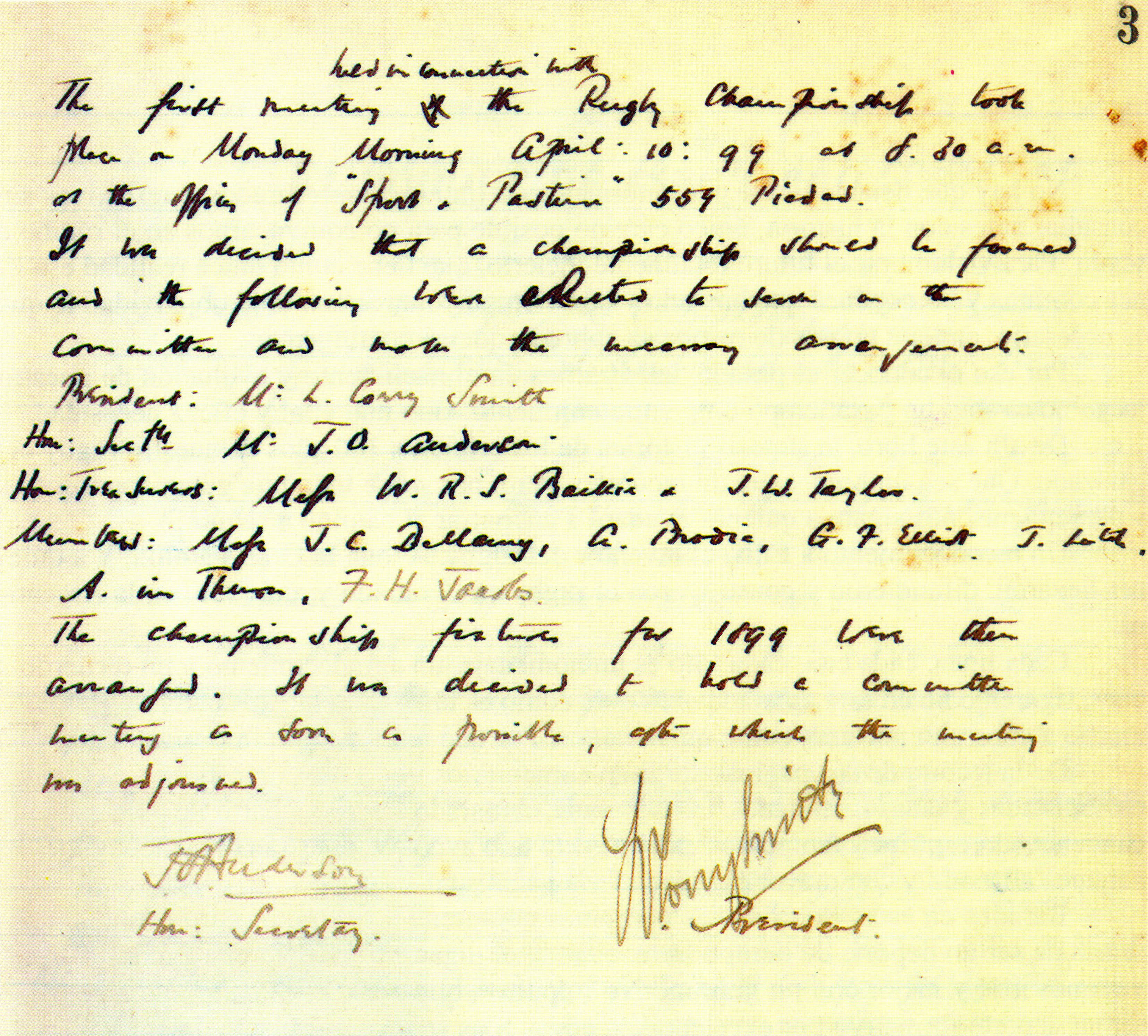
Gründungsurkunde der River Plate Rugby Union vom 10. April 1899

Das erste Rugbyspiel in Argentinien fand – je nach Quelle – im Jahr 1873 oder 1874 statt. Am 10. April 1899 gründeten sechs Vereine aus Buenos Aires und Rosario die River Plate Rugby Union. Der nach dem Río de la Plata benannte Verband trug einen englischen Namen, weil damals überwiegend Briten den Rugbysport in Argentinien ausübten. 1931 wurde der Verbandsname ins Spanische zu Unión de Rugby del Río de la Plata übersetzt, seit 1951 lautet er Unión Argentina de Rugby. Mit der zunehmenden Verbreitung von Rugby in der spanischsprachigen Bevölkerung entstanden ab 1928 mehrere regionale Verbände, die Vereine der Hauptstadtregion blieben jedoch jahrzehntelang direkt dem nationalen Verband UAR untergeordnet. Dies änderte sich am 26. Dezember 1995, als sie einen eigenen Teilverband bildeten, die Unión de Rugby de Buenos Aires.

## Organisation

### Wettbewerbe
Die UAR organisiert mehrere nationale Rugby-Meisterschaften. Lange Zeit galt die regionale Meisterschaft der Hauptstadtregion (das heutige Torneo de la URBA), als einziger Wettbewerb von Bedeutung. Als die Vereinsmannschaften aus dem Landesinneren sich dem Niveau der Hauptstadtregion annäherten, wurde für sie das Torneo del Interior geschaffen. Die besten Teams dieser beiden Wettbewerbe treffen in der seit 1993 bestehenden Nacional de Clubes aufeinander und ermitteln den gesamtargentinischen Meister. Von 1945 bis 2017 ausgetragen wurde die Campeonato Argentino de Rugby, in der Auswahlmannschaften der Teilverbände aufeinandertrafen.
Hinzu kommen die Meisterschaft im Siebener-Rugby (Seven de la República), die Vereinsmeisterschaft für Frauen (Nacional de Clubes Femenino) und die Meisterschaft für regionale Frauen-Auswahlteams (Campeonato Nacional de Selecciones Femeninas).

### Teilverbände

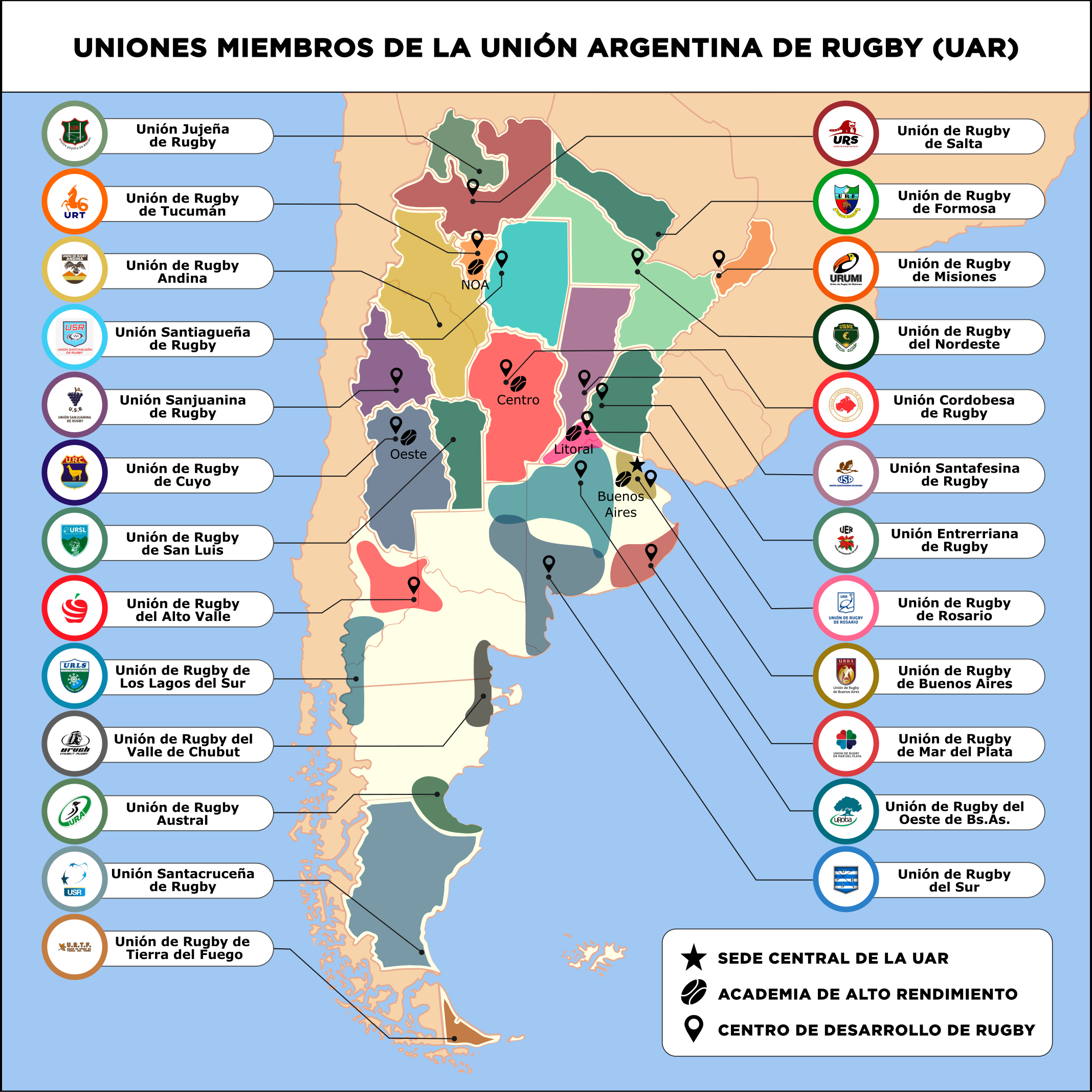
Karte der argentinischen Regionalverbände

An die UAR angeschlossen sind die folgenden Teilverbände, die für die Durchführung verschiedener Provinz- und Regionalmeisterschaften zuständig sind.
| Verband                                  | Region/Provinz                                  | Sitz                                | Gründung |
| ---------------------------------------- | ----------------------------------------------- | ----------------------------------- | -------- |
| Unión de Rugby del Alto Valle            | Neuquén, Río Negro                              | Neuquén                             | 1959     |
| Unión Andina de Rugby                    | La Rioja, Catamarca                             | San Fernando del Valle de Catamarca | 2007     |
| Unión de Rugby Austral                   | Chubut, Río Negro                               | Comodoro Rivadavia                  | 1971     |
| Unión de Rugby de Buenos Aires           | Hauptstadtregion Buenos Aires                   | Buenos Aires                        | 1995     |
| Unión de Rugby del Valle de Chubut       | Chubut                                          | Trelew                              | 1971     |
| Unión Cordobesa de Rugby                 | Córdoba                                         | Córdoba                             | 1931     |
| Unión de Rugby de Cuyo                   | Mendoza                                         | Mendoza                             | 1945     |
| Unión Entrerriana de Rugby               | Entre Ríos                                      | Paraná                              | 1979     |
| Unión de Rugby de Formosa                | Formosa                                         | Formosa                             | 1988     |
| Unión Jujeña de Rugby                    | Jujuy                                           | San Salvador de Jujuy               | 1966     |
| Unión de Rugby Lagos del Sur             | Río Negro, Chubut                               | Bariloche                           | 2001     |
| Unión de Rugby de Mar del Plata          | Teil der Provinz Buenos Aires                   | Mar del Plata                       | 1951     |
| Unión de Rugby de Misiones               | Misiones                                        | Posadas                             | 1977     |
| Unión de Rugby del Noreste               | Chaco, Corrientes                               | Resistencia                         | 1963     |
| Unión de Rugby del Oeste de Buenos Aires | Teil der Provinz Buenos Aires, La Pampa         | Junín                               | 1986     |
| Unión de Rugby de Rosario                | Rosario, Córdoba                                | Rosario                             | 1928     |
| Unión de Rugby de Salta                  | Salta                                           | Salta                               | 1958     |
| Unión de Rugby San Luis                  | San Luis                                        | San Luis                            | 2003     |
| Unión Sanjuanina de Rugby                | San Juan                                        | San Juan                            | 1952     |
| Unión Santacruceña de Rugby              | Santa Cruz, Süden von Chile                     | Río Gallegos                        | 2008     |
| Unión Santafesina de Rugby               | Santa Fe                                        | Santa Fe                            | 1955     |
| Unión Santiagueña de Rugby               | Santiago del Estero                             | Santiago del Estero                 | 1968     |
| Unión de Rugby del Sur                   | Teil der Provinz Buenos Aires, La Pampa, Viedma | Bahía Blanca                        | 1954     |
| Unión de Rugby de Tierra del Fuego       | Tierra del Fuego                                | Ushuaia                             | 2000     |
| Unión de Rugby de Tucumán                | Tucumán                                         | San Miguel de Tucumán               | 1944     |

Einige Vereine aus dem äußersten Süden von Chile gehören der Unión Santacruceña de Rugby an.